# Diòcesi Anglicana de Jerusalem
La Diòcesi Anglicana de Jerusalem (àrab: أبرشية القدس الأنغليكانية, Abraxiyyat al-Quds al-Anḡlīkāniyya) és una jurisdicció de l'església anglicana d'Israel, Jordània, Síria i el Líban. Forma part de l'Església Episcopal de Jerusalem i l'Orient Mitjà i té les oficines diocesanes ubicades a la catedral de Sant Jordi de Jerusalem.
Avui, els anglicans constitueixen una part important dels cristians de Jerusalem. La diòcesi compta amb uns 7.000 membres, amb 35 institucions de serveis, 29 parròquies, 1.500 empleats, 200 llits hospitalaris i 6.000 estudiants. Entre 1841 i 1957 i entre 1976 i 2014, el cap de la diòcesi rebia el títol de bisbe, però des de 2014 té el grau d'arquebisbe, com ja havia ocorregut entre 1957 i 1976. Actualment n'és arquebisbe Hosam Naoum.